# 超心動！文藝復興
《超心動！文藝復興》（日语：マジきゅんっ! ルネッサンス）是日昇動畫和波麗佳音及Broccoli共同合作製作的日本跨媒體作品。遊戲於2016年9月發售，並於同年10月開始播放電視動畫。

## 故事大綱
愛咲小花的世界是一個可以將藝術魔法化的世界，在這樣的世界當中，能夠將魔法藝術發揮得出神入化的人被稱為「ARTISTA」（魔法藝術家），並且在這樣的世界當中高度活躍著。某日，愛咲小花作為一個轉學生轉入了專門培育「ARTISTA」的學校────私立星之森魔法藝術高中。在小花轉進這所學園的當日，班會上老師提出要選出負責學年度學校文化祭「星之森夏日祭典」的實行委員，將由六位分別擅長不同藝術領域的「ARTISTA之卵」的男孩子攜手，以在星之森夏日祭典中取得優勝為目標，在文化祭上表現最為活躍的一對男女將能得到「ARTISTA的王子殿下・公主殿下」的稱號。出身優秀的愛咲家，自身卻幾乎沒辦法將藝術轉成魔法的小花真的能夠順利的被選為最優秀男女搭檔嗎？

## 登場角色

### 主要角色
愛咲小花（Aigasaki Kohana）
聲：千本木彩花（此為動畫設定，遊戲中女主角並無語音）
本作作品的女主角，是高中二年級的學生。非常憧憬締造出花道經典傳說的ARTISTA，也就是自己的母親愛咲櫻（聲：田村由香里，此為動畫設定），所以決定轉入媽媽曾經就讀的私立星之森魔法藝術高中，擅於發現別人的優點，做事總是具有前瞻性。
在遊戲當中女主角的名字是可以自訂的。
一条寺帝歌（Ichijoji Teika）
聲：梅原裕一郎、金子彩花（少年時代）
私立星之森魔法藝術高中二年級的學生，擅長歌唱。因為個性孤傲冷漠，在學生之間有著「KING」的稱號。喜歡小花。
```
    16歳（高校2年生）
    生日：9月17日，處女座
    身高：177cm
    體重：57kg
    血型： A型
```

墨之宮葵（Suminomiya Aoi）
聲：KENN
私立星之森魔法藝術高中二年級的學生，擅長書法。是帝歌從小到大的青梅竹馬，兩人同樣也是校內頂尖成績的競爭對手。
```
    16歲（高中2年生）
    生日：12月17日，射手座
    身高：179cm
    體重：58kg
    血型：不明
```

帶刀凛太郎（Tatewaki Rintarou）
聲：小野友樹、續木友子（少年時代）
```
    17歳（高校3年生）
    生日：3月25日，白羊座
    身高：165cm
    體重：52kg
    血型：O型
```

私立星之森魔法藝術高中三年級的學生，擅長雕刻。得意門技是專門電鋸藝術（從一根原始的樹幹開始雕刻至成品的藝術）。會為解決茂音的偏食問題（不吃胡蘿蔔）而不斷製作胡蘿蔔蛋糕，但每次都被茂音發現有胡蘿蔔。
第7集帶刀轉行成為糕點師
庵条瑠衣（Anjo Rui）
聲：羽多野涉、井上麻里奈（少年時代）
```
    18歲（高校3年生）
    生日：8月15日，獅子座
    身高：183cm
    體重：62kg
    血型：B型
```

私立星之森魔法藝術高中三年級的學生，擅長舞蹈。
土筆茂音（Tsukushi Mone）
聲：蒼井翔太
```
   15歳（高校1年生）
   生日：2月22日，雙魚座
   身高：174cm
   體重：56kg
   血型：AB型
```

私立星之森魔法藝術高中一年級的學生，擅長繪畫（黑白色）。和凛太郎是表兄弟的關係。討厭吃胡蘿蔔。兜帽的口袋當中飼養著一隻名為「Rin」的刺蝟。
響奏音（Hibiki Kanato）
聲：江口拓也
```
    15歳（高校1年生）
    生日：1月29日，水瓶座
    身高：185cm
    體重：75kg
    血型：O型
```

私立星之森魔法藝術高中一年級的學生，擅長演奏樂器，也是個運動能手。

### 次要角色
近松珠里（Chikamatsu Jyuri）
聲：皆川純子
與小花同一間寢室的室友，也是同一個班級的學生。專修舞台演出。
陶堂千彫（Todo Chieri）
聲：小西克幸
小花班上的班導師，擅長陶藝。是「星之森夏日祭典」的負責教師。
土筆瑠希（Tsukushi Runo）
聲：澤城千春
茂音的雙胞胎哥哥。目前在法國留學。與茂音相同，擅長繪畫（彩色）。
千歲弓弦（Chitose Yuzuru）
声 - 吉野裕行
私立星之森魔法藝術高中一年級的學生，奏音的國中朋友。
一条寺雅聲（Ichijoji Masana）
聲：新垣樽助
帝歌的哥哥。 在ARTISTA界當中表現優異的「一条寺組」的一員。
一条寺神樂（Ichijoji Shinra）
聲：平川大輔（此為動畫設定）
校長
聲：大塚明夫

## 遊戲
PlayStation Vita專用遊戲於2016年9月21日發售，由HuneX開發及由Broccoli發行。

## 電視動畫
2016年10月開始播放。

### 製作人員
- 原作：矢立肇
- 監督：山崎光惠
- 系列構成、劇本：金春智子
- 人物原案：由羅海里
- 人物設定：石井久美
- 美術設定：座間智子
- 美術監督：秋山健太郎
- 色彩設計：鈴木依里
- 3DCG監督：廣住茂德
- 攝影監督：川下裕樹
- 編集：武宮睦
- 音響監督：岩浪美和
- 音樂：坂部剛
- 音樂製作：波麗佳音
- 動畫製作：日昇動畫
- 製作：Project 超心動！（日昇動畫、波麗佳音、Broccoli、日昇音樂出版、BANDAI NAMCO Live Creative、BANDAI NAMCO Rights Marketing）

### 主題曲
片頭曲
作詞：坂井龍二，作曲：鈴木盛廣，編曲：安岡洋一郎，主唱：ArtiSTARs（一条寺帝歌（梅原裕一郎）、墨之宮葵（KENN）、帶刀凛太郎（小野友樹）、庵條瑠衣（羽多野涉）、土筆望音（蒼井翔太）、響奏音（江口拓也））
片尾曲「Please kiss my heart」（第2－13話）
作詞：山崎真吾、南野Emily，作曲、編曲：山崎真吾，主唱：ArtiSTARs
未於第1話播放。
插曲
「Art Session!!!!!!!」（第1、9話）
作詞：吉田詩織、久下真音，作曲：MIKOTO，編曲：Hamasaki Yuji，主唱：ArtiSTARs
「Walk in the lonely night」（第1、3話）
作詞：吉田詩織，作曲、編曲：關根安里，主唱：一条寺帝歌（梅原裕一郎）
「My world, Your world」（第2話）
作詞：吉田詩織，作曲：永塚健登，編曲：Hamasaki Yuji，主唱：墨之宮葵（KENN）
「Step of Happiness!」（第4話）
作詞：吉田詩織，作曲、編曲：安岡洋一郎，主唱：庵條瑠衣（羽多野涉）
「Rainbow Star」（第5話）
作詞：吉田詩織，作曲、編曲：村井大，主唱：響奏音（江口拓也）
「Shiny color」（第6話）
作詞：吉田詩織，作曲、編曲：藤本功一，主唱：土筆望音（蒼井翔太）
「Sweets à la mode♪」（第7話）
作詞：吉田詩織，作曲：藤本功一，編曲：谷口尚久，主唱：帶刀凜太郎（小野友樹）
（第8話）
作詞：吉田詩織，作曲、編曲：藤本功一，主唱：一条寺帝歌（梅原裕一郎）
（第10話）
作詞、作曲、編曲：谷口尚久，主唱：ArtiSTARs
「Dear my special」（第13話）
作詞：吉田詩織、久下真音，作曲、編曲：Akira Sunset、ha-j，主唱：ArtiSTARs

### 各話列表
| 話數 | 日文標題 | 中文標題             | 劇本     | 分鏡              | 演出       | 作畫監督 | 總作畫監督                                   |
| ---- | -------- | -------------------- | -------- | ----------------- | ---------- | --- | -------------------------------------------- |
| #1   |          | 耀眼綻放的藝術之花   | 金春智子 | 山崎光惠 湯川敦之 | 山崎光惠   | 石井久美、片山美雪 | 石井久美                                     |
| #2   |          | 唯見君顏             | 金春智子 | 山崎光惠 湯川敦之 | 越田知明   | 佐光幸惠、中島利洋 | 佐光幸惠                                     |
| #3   |          | 相冊裡的憧憬之人     | 金春智子 | 京極尚彥          | 野木森達哉 | 今岡大、小林理 | 石井久美、片山美雪                           |
| #4   |          | 月光下的舞會         | 中村能子 | 山崎光惠 湯川敦之 | 鳥羽聰     | 山內則康、鈴木浩美 | 佐光幸惠、石井久美                           |
| #5   |          | 讓人放不下心的前輩   | 立原正輝 | 越田知明          | 越田知明   | 片山美雪、凌空凜 中村深雪、瀧原美樹                                                                                        | 片山美雪、佐光幸惠                           |
| #6   |          | 風之惡作劇           | 中村能子 | 田村耕太郎        | 湯川敦之   | 南伸一郎、杉本幸子 中島里惠、中島利洋                                                                                      | 石井久美、瀧原美樹 佐光幸惠                  |
| #7   |          | 陽光般耀眼           | 立原正輝 | 追崎史敏          | 鳥羽聰     | 中村深雪、村瀨麻衣子 中村千秋、神谷美也子 山崎克之、吉田雄一 青木美穗、櫻井木乃實                                          | 石井久美、佐光幸惠 片山美雪、瀧原美樹        |
| #8   |          | 傳遞不到的閃光       | 金春智子 | 田邊泰裕          | 小高義規   | 田中穰、岡田豐廣 福原敬子                                                                                                  | 石井久美、佐光幸惠 片山美雪、瀧原美樹 凌空凜 |
| #9   |          | 奇蹟與魔法之祭       | 金春智子 | 山崎光惠          | 山崎光惠   | 中村深雪、重國勇二 村瀨麻衣子、瀧原美樹                                                                                    | 石井久美、佐光幸惠 瀧原美樹                  |
| #10  |          | 讓人心跳的暑假       | 中村能子 | 山崎理            | 湯川敦之   | 杉本幸子、凌空凛 山內則康、岡田洋奈                                                                                        | 石井久美、佐光幸惠 瀧原美樹、凌空凛          |
| #11  |          | 你就是命中注定的王子 | 立原正輝 | 越田知明          | 越田知明   | 杉本幸子、重國勇二 村瀨麻衣子、中村千秋 岡田洋奈、中島利洋                                                                 | 石井久美、佐光幸惠 瀧原美樹、凌空凛          |
| #12  |          | 冰凍之森的睡美人     | 金春智子 | 田村耕太郎        | 淺野勝也   | 江上夏樹、神谷美也子 山崎克之、吉田雄一                                                                                    | 片山美雪、瀧原美樹                           |
| #13  |          | 讓你超心動           | 金春智子 | 山崎光惠          | 山崎光惠   | 杉本幸子、吉田雄一 中村千秋、中島里惠 岡田洋奈、尾崎正幸 村瀨麻衣子、湯川敦之 中島利洋、凌空凛 瀧原美樹、片山美雪 佐光幸惠 | 石井久美、佐光幸惠 片山美雪、瀧原美樹        |

### BD / DVD
| 卷 | 發售日期       | 收錄話數   | 規格編號   | 規格編號   |
| 卷 | 發售日期       | 收錄話數   | BD         | DVD        |
| -- | -------------- | ---------- | ---------- | ---------- |
| 1  | 2016年12月21日 | 第1話      | PCXP-50461 | PCBP-53611 |
| 2  | 2017年1月18日  | 第2－3話   | PCXP-50462 | PCBP-53612 |
| 3  | 2017年2月15日  | 第4－5話   | PCXP-50463 | PCBP-53613 |
| 4  | 2017年3月15日  | 第6－7話   | PCXP-50464 | PCBP-53614 |
| 5  | 2017年4月19日  | 第8－9話   | PCXP-50465 | PCBP-53615 |
| 6  | 2017年5月17日  | 第10－11話 | PCXP-50466 | PCBP-53616 |
| 7  | 2017年6月21日  | 第12－13話 | PCXP-50467 | PCBP-53617 |

## 外部連結
- 「超心動！文藝復興」官方網頁 （页面存档备份，存于）
- PSVITA遊戲「超心動！文藝復興」網頁 （页面存档备份，存于）
- 超心動！文藝復興公式的X（前Twitter）